# Actionfilme der 1990er Jahre
Die Liste von Actionfilmen der 1990er Jahre enthält Kinofilme des Actiongenres, die zwischen 1990 und 1999 erschienen sind. Sie erhebt keinen Anspruch auf Vollständigkeit.
| Jahr | Titel                                       | Produktionsland                                                                            | Regisseur                        | Hauptdarsteller                       | Anmerkung                                |
| ---- | ------------------------------------------- | ------------------------------------------------------------------------------------------ | -------------------------------- | ------------------------------------- | ---------------------------------------- |
| 1990 | Moon 44                                     | Deutschland                                                                                | Roland Emmerich                  | Michael Paré                          |                                          |
| 1990 | Tremors – Im Land der Raketenwürmer         | Vereinigte Staaten                                                                         | Ron Underwood                    | Kevin Bacon, Fred Ward                | Fortgesetzt                              |
| 1990 | Die totale Erinnerung – Total Recall        | Vereinigte Staaten                                                                         | Paul Verhoeven                   | Arnold Schwarzenegger                 | Buchverfilmung, Neuverfilmung            |
| 1990 | Hard to Kill                                | Vereinigte Staaten                                                                         | Bruce Malmuth                    | Steven Seagal                         |                                          |
| 1990 | Miami Blues                                 | Vereinigte Staaten                                                                         | George Armitage                  | Fred Ward, Alec Baldwin               |                                          |
| 1990 | Delta Force 2 – The Columbian Connection    | Vereinigte Staaten                                                                         | Aaron Norris                     | Chuck Norris                          | Fortsetzung, Fortgesetzt                 |
| 1990 | Ein Vogel auf dem Drahtseil                 | Vereinigte Staaten                                                                         | John Badham                      | Mel Gibson                            |                                          |
| 1990 | Leon                                        | Vereinigte Staaten                                                                         | Sheldon Lettich                  | Jean-Claude van Damme                 |                                          |
| 1990 | Stirb langsam 2                             | Vereinigte Staaten                                                                         | Renny Harlin                     | Bruce Willis                          | Fortsetzung, Fortgesetzt                 |
| 1990 | Darkman                                     | Vereinigte Staaten                                                                         | Sam Raimi                        | Liam Neeson                           | Fortgesetzt                              |
| 1990 | Mit stählerner Faust                        | Kanada Vereinigte Staaten                                                                  | Deran Sarafin                    | Jean-Claude van Damme                 |                                          |
| 1990 | Rocky V                                     | Vereinigte Staaten                                                                         | John G. Avildsen                 | Sylvester Stallone                    | Fortsetzung, Fortgesetzt                 |
| 1990 | Air America                                 | Vereinigte Staaten                                                                         | Roger Spottiswoode               | Mel Gibson, Robert Downey Jr.         |                                          |
| 1990 | Zum Töten freigegeben                       | Vereinigte Staaten                                                                         | Dwight H. Little                 | Steven Seagal                         |                                          |
| 1990 | Narrow Margin – 12 Stunden Angst            | Vereinigte Staaten                                                                         | Peter Hyams                      | Gene Hackman                          |                                          |
| 1991 | Backdraft – Männer, die durchs Feuer gehen  | Vereinigte Staaten                                                                         | Ron Howard                       | Kurt Russell                          |                                          |
| 1991 | Robin Hood – König der Diebe                | Vereinigte Staaten                                                                         | Kevin Reynolds                   | Kevin Costner                         |                                          |
| 1991 | Deadly Revenge – Das Brooklyn-Massaker      | Vereinigte Staaten                                                                         | John Flynn                       | Steven Seagal                         |                                          |
| 1991 | Gefährliche Brandung                        | Vereinigte Staaten Japan                                                                   | Kathryn Bigelow                  | Keanu Reeves, Patrick Swayze          |                                          |
| 1991 | Geballte Ladung – Double Impact             | Vereinigte Staaten                                                                         | Sheldon Lettich                  | Jean-Claude van Damme                 |                                          |
| 1992 | Brennpunkt L.A. – Die Profis sind zurück    | Vereinigte Staaten                                                                         | Richard Donner                   | Mel Gibson Danny Glover               | Fortsetzung, Fortgesetzt                 |
| 1992 | Universal Soldier                           | Vereinigte Staaten                                                                         | Roland Emmerich                  | Jean-Claude van Damme, Dolph Lundgren | Fortgesetzt                              |
| 1992 | Passagier 57                                | Vereinigte Staaten                                                                         | Kevin Hooks                      | Wesley Snipes                         |                                          |
| 1992 | El Mariachi                                 | Vereinigte Staaten                                                                         | Robert Rodriguez                 | Carlos Gallardo                       | Fortgesetzt                              |
| 1993 | Ohne Ausweg                                 | Vereinigte Staaten                                                                         | Robert Harmon                    | Jean-Claude van Damme                 |                                          |
| 1993 | Cliffhanger – Nur die Starken überleben     | Italien Frankreich Vereinigte Staaten                                                      | Renny Harlin                     | Sylvester Stallone                    |                                          |
| 1993 | Jurassic Park                               | Vereinigte Staaten                                                                         | Steven Spielberg                 | Sam Neill                             | Fortgesetzt, Buchverfilmung              |
| 1993 | Auf der Flucht                              | Vereinigte Staaten                                                                         | Andrew Davis                     | Harrison Ford                         | Remake, Fortgesetzt                      |
| 1993 | Last Action Hero                            | Vereinigte Staaten                                                                         | John McTiernan                   | Arnold Schwarzenegger                 |                                          |
| 1993 | Demolition Man                              | Vereinigte Staaten                                                                         | Marco Brambilla                  | Sylvester Stallone                    |                                          |
| 1993 | Harte Ziele                                 | Vereinigte Staaten                                                                         | John Woo                         | Jean-Claude van Damme                 |                                          |
| 1993 | Tödliche Nähe                               | Vereinigte Staaten                                                                         | Rowdy Herrington                 | Bruce Willis                          |                                          |
| 1993 | Auf brennendem Eis                          | Vereinigte Staaten                                                                         | Steven Seagal                    | Steven Seagal                         |                                          |
| 1993 | Die Abservierer                             | Vereinigte Staaten                                                                         | John Badham                      | Richard Dreyfuss                      | Fortsetzung                              |
| 1994 | True Lies – Wahre Lügen                     | Vereinigte Staaten                                                                         | James Cameron                    | Arnold Schwarzenegger                 |                                          |
| 1994 | Explosiv – Blown Away                       | Vereinigte Staaten                                                                         | Stephen Hopkins                  | Jeff Bridges                          |                                          |
| 1994 | Das Kartell                                 | Vereinigte Staaten                                                                         | Phillip Noyce                    | Harrison Ford                         | Fortsetzung, Buchverfilmung              |
| 1994 | Speed                                       | Vereinigte Staaten                                                                         | Jan de Bont                      | Keanu Reeves                          | Fortgesetzt                              |
| 1994 | The Specialist                              | Peru Vereinigte Staaten                                                                    | Luis Llosa                       | Sylvester Stallone, Sharon Stone      |                                          |
| 1994 | Timecop                                     | Kanada Vereinigte Staaten Japan                                                            | Peter Hyams                      | Jean-Claude van Damme                 | Fortgesetzt                              |
| 1994 | Am wilden Fluß                              | Vereinigte Staaten                                                                         | Curtis Hanson                    | Meryl Streep                          |                                          |
| 1994 | Tödliche Geschwindigkeit                    | Vereinigte Staaten Kanada                                                                  | Deran Sarafian                   | Charlie Sheen                         |                                          |
| 1994 | Hellbound                                   | Vereinigte Staaten                                                                         | Aaron Norris                     | Chuck Norris                          |                                          |
| 1994 | Street Fighter – Die entscheidende Schlacht | Vereinigte Staaten Japan                                                                   | Steven E. de Souza               | Jean-Claude van Damme                 | Videospielverfilmung                     |
| 1994 | Drop Zone                                   | Vereinigte Staaten                                                                         | John Badham                      | Wesley Snipes                         |                                          |
| 1995 | Bad Boys – Harte Jungs                      | Vereinigte Staaten                                                                         | Michael Bay                      | Will Smith, Martin Lawrence           | Fortgesetzt                              |
| 1995 | Stirb langsam - Jetzt erst recht            | Vereinigte Staaten                                                                         | John McTiernan                   | Bruce Willis                          | Fortsetzung, Fortgesetzt                 |
| 1995 | Judge Dredd                                 | Vereinigte Staaten                                                                         | Danny Cannon                     | Sylvester Stallone                    | Comicverfilmung, Neuverfilmung           |
| 1995 | Assassins – Die Killer                      | Vereinigte Staaten Frankreich                                                              | Richard Donner                   | Sylvester Stallone                    |                                          |
| 1995 | Desperado                                   | Vereinigte Staaten                                                                         | Robert Rodriguez                 | Antonio Banderas                      | Fortsetzung, Fortgesetzt                 |
| 1995 | James Bond 007 – GoldenEye                  | Vereinigtes Königreich Vereinigte Staaten                                                  | Martin Campbell                  | Pierce Brosnan                        | Fortsetzung, Fortgesetzt                 |
| 1995 | Fair Game                                   | Vereinigte Staaten                                                                         | Andrew Sipes                     | William Baldwin                       |                                          |
| 1995 | Sudden Death                                | Vereinigte Staaten                                                                         | Peter Hyams                      | Jean-Claude van Damme                 |                                          |
| 1995 | Rumble in the Bronx                         | Hongkong Kanada                                                                            | Stanley Tong                     | Jackie Chan                           |                                          |
| 1995 | Crying Freeman – Der Sohn des Drachen       | Kanada Frankreich Japan Vereinigte Staaten                                                 | Christophe Gans                  | Mark Dacascos                         |                                          |
| 1995 | Heat                                        | Vereinigte Staaten                                                                         | Michael Mann                     | Al Pacino                             |                                          |
| 1996 | Operation: Broken Arrow                     | Vereinigte Staaten                                                                         | John Woo                         | John Travolta, Christian Slater       |                                          |
| 1996 | The Rock – Fels der Entscheidung            | Vereinigte Staaten                                                                         | Michael Bay                      | Nicolas Cage, Sean Connery            |                                          |
| 1996 | The Quest – Die Herausforderung             | Vereinigte Staaten                                                                         | Jean-Claude Van Damme            | Jean-Claude Van Damme                 |                                          |
| 1996 | Mission: Impossible                         | Vereinigte Staaten                                                                         | Brian De Palma                   | Tom Cruise                            | Neuverfilmung, Fortgesetzt               |
| 1996 | Eraser                                      | Vereinigte Staaten                                                                         | Chuck Russell                    | Arnold Schwarzenegger                 |                                          |
| 1996 | Twister                                     | Vereinigte Staaten                                                                         | Jan de Bont                      | Helen Hunt, Bill Paxton               |                                          |
| 1996 | Independence Day                            | Vereinigte Staaten                                                                         | Roland Emmerich                  | Will Smith                            |                                          |
| 1996 | Glimmer Man                                 | Vereinigte Staaten                                                                         | John Gray                        | Steven Seagal                         |                                          |
| 1996 | Außer Kontrolle                             | Vereinigte Staaten                                                                         | Andrew Davis                     | Keanu Reeves                          |                                          |
| 1996 | Maximum Risk                                | Vereinigte Staaten                                                                         | Ringo Lam                        | Jean-Claude van Damme                 |                                          |
| 1996 | Daylight                                    | Vereinigte Staaten                                                                         | Rob Cohen                        | Sylvester Stallone                    |                                          |
| 1997 | Knockin’ on Heaven’s Door                   | Deutschland                                                                                | Thomas Jahn                      | Til Schweiger, Jan Josef Liefers      |                                          |
| 1997 | Con Air                                     | Vereinigte Staaten                                                                         | Simon West                       | Nicolas Cage                          |                                          |
| 1997 | Speed 2                                     | Vereinigte Staaten                                                                         | Jan de Bont                      | Sandra Bullock                        | Fortsetzung                              |
| 1997 | Vergessene Welt: Jurassic Park              | Vereinigte Staaten                                                                         | Steven Spielberg                 | Jeff Goldblum                         | Fortsetzung, Fortgesetzt, Buchverfilmung |
| 1997 | Im Körper des Feindes                       | Vereinigte Staaten                                                                         | John Woo                         | Nicolas Cage, John Travolta           |                                          |
| 1997 | Air Force One                               | Vereinigte Staaten Deutschland                                                             | Wolfgang Petersen                | Harrison Ford                         | Fortgesetzt                              |
| 1997 | Double Team                                 | Vereinigte Staaten                                                                         | Tsui Hark                        | Jean-Claude van Damme                 |                                          |
| 1997 | James Bond 007 – Der Morgen stirbt nie      | Vereinigtes Königreich Vereinigte Staaten                                                  | Roger Spottiswoode               | Pierce Brosnan                        | Fortsetzung, Fortgesetzt                 |
| 1997 | Cop Land                                    | Vereinigte Staaten                                                                         | James Mangold                    | Sylvester Stallone                    |                                          |
| 1997 | Starship Troopers                           | Vereinigte Staaten                                                                         | Paul Verhoeven                   | Casper van Dien                       | Buchverfilmung, Fortgesetzt              |
| 1998 | Hard Rain                                   | Vereinigte Staaten Vereinigtes Königreich Dänemark Frankreich Japan Neuseeland Deutschland | Mikael Salomon                   | Morgan Freeman                        |                                          |
| 1998 | Auf der Jagd                                | Vereinigte Staaten                                                                         | Stuart Baird                     | Tommy Lee Jones                       | Fortsetzung                              |
| 1998 | The Replacement Killers – Die Ersatzkiller  | Vereinigte Staaten                                                                         | Antoine Fuqua                    | Chow Yun-Fat                          |                                          |
| 1998 | Taxi                                        | Frankreich                                                                                 | Gérard Pirès                     | Samy Naceri                           | Fortgesetzt                              |
| 1998 | Godzilla                                    | Vereinigte Staaten Japan                                                                   | Roland Emmerich                  | Matthew Broderick                     | Neuverfilmung                            |
| 1998 | Knock Off                                   | Aruba Hongkong Vereinigte Staaten                                                          | Tsui Hark                        | Jean-Claude van Damme                 |                                          |
| 1998 | Blade                                       | Vereinigte Staaten                                                                         | Stephen Norrington               | Wesley Snipes                         | Comicverfilmung, Fortgesetzt             |
| 1998 | Ronin                                       | Vereinigtes Königreich Vereinigte Staaten                                                  | John Frankenheimer               | Robert De Niro                        |                                          |
| 1998 | Rush Hour                                   | Vereinigte Staaten                                                                         | Brett Ratner                     | Jackie Chan, Chris Tucker             |                                          |
| 1998 | Der Legionär                                | Vereinigte Staaten                                                                         | Peter MacDonald                  | Jean-Claude van Damme                 |                                          |
| 1999 | Payback – Zahltag                           | Vereinigte Staaten                                                                         | Brian Helgeland                  | Mel Gibson                            |                                          |
| 1999 | Matrix                                      | Vereinigte Staaten Australien                                                              | Wachowski-Geschwister            | Keanu Reeves                          | Fortgesetzt                              |
| 1999 | Der 13te Krieger                            | Vereinigte Staaten                                                                         | John McTiernan, Michael Crichton | Antonio Banderas                      |                                          |
| 1999 | Der Diamanten-Cop                           | Vereinigte Staaten Deutschland                                                             | Les Mayfield                     | Martin Lawrence                       |                                          |
| 1999 | End of Days – Nacht ohne Morgen             | Vereinigte Staaten                                                                         | Peter Hyams                      | Arnold Schwarzenegger                 |                                          |
| 1999 | James Bond 007 – Die Welt ist nicht genug   | Vereinigtes Königreich Vereinigte Staaten                                                  | Michael Apted                    | Pierce Brosnan                        | Fortsetzung, Fortgesetzt                 |
| 1999 | Wing Commander                              | Vereinigte Staaten Luxemburg                                                               | Chris Roberts                    | Freddie Prinze junior                 | Videospielverfilmung                     |